# Dorian Awards 2014
La 5ª edizione dei Dorian Awards si è tenuta nel 2014 a Los Angeles. Durante la cerimonia sono state premiate le migliori produzioni cinematografiche e televisive del 2013.
In seguito sono elencate le categorie. Il relativo vincitore è stato indicato in grassetto

## Cinema

### Film dell'anno
- 12 anni schiavo (12 Years a Slave), regia di Steve McQueen
- American Hustle - L'apparenza inganna (American Hustle), regia di David O. Russell
- Dallas Buyers Club, regia di Jean-Marc Vallée
- Gravity, regia di Alfonso Cuarón
- Laurence Anyways e il desiderio di una donna... (Laurence Anyways), regia di Xavier Dolan
- Lei (Her), regia di Spike Jonze
- La vita di Adele - Capitolo 1 & 2 (La Vie d'Adèle - Chapitres 1 & 2), regia di Abdellatif Kechiche

### Film a tematica LGBTQ dell'anno
- La vita di Adele - Capitolo 1 & 2 (La Vie d'Adèle - Chapitres 1 & 2), regia di Abdellatif Kechiche
- Dallas Buyers Club, regia di Jean-Marc Vallée
- Giovani ribelli - Kill Your Darlings (Kill Your Darlings), regia di John Krokidas
- Laurence Anyways e il desiderio di una donna... (Laurence Anyways), regia di Xavier Dolan
- Philomena, regia di Stephen Frears

### Film "campy" dell'anno
- Gli amanti passeggeri (Los amantes pasajeros), regia di Pedro Almodóvar
- The Canyons, regia di Paul Schrader
- Il grande Gatsby (The Great Gatsby), regia di Baz Luhrmann
- I segreti di Osage County (August: Osage County), regia di John Wells
- Lo sguardo di Satana - Carrie (Carrie), regia di Kimberly Peirce

### Film più sottovalutato dell'anno
- Giovani ribelli - Kill Your Darlings (Kill Your Darlings), regia di John Krokidas (ex aequo)
- Short Term 12, regia di Destin Daniel Cretton (ex aequo)
- Frances Ha, regia di Noah Baumbach
- In a World... - Ascolta la mia voce (In a World...), regia di Lake Bell
- The Spectacular Now, regia di James Ponsoldt

### Film straniero dell'anno
- La vita di Adele - Capitolo 1 & 2 (La Vie d'Adèle - Chapitres 1 & 2), regia di Abdellatif Kechiche • Francia
- Gli amanti passeggeri (Los amantes pasajeros), regia di Pedro Almodóvar • Spagna
- La grande bellezza, regia di Paolo Sorrentino • Italia
- Laurence Anyways e il desiderio di una donna... (Laurence Anyways), regia di Xavier Dolan • Canada
- Out in the Dark (Turist), regia di Michael Mayer • Israele
- Il sospetto (Jagten), regia di Thomas Vinterberg • Danimarca

### Film documentario dell'anno
- Bridegroom, regia di Linda Bloodworth-Thomason
- 20 Feet from Stardom, regia di Morgan Neville
- L'atto di uccidere (The Act of Killing), regia di Joshua Oppenheimer, Christine Cynn, anonimo
- Blackfish, regia di Gabriela Cowperthwaite
- I Am Divine, regia di Jeffrey Schwarz

### Film dall'impatto visivo più forte dell'anno
- Gravity, regia di Alfonso Cuarón
- A proposito di Davis (Inside Llewyn Davis), regia di Joel ed Ethan Coen
- Frozen - Il regno di ghiaccio (Frozen), regia di Chris Buck e Jennifer Lee
- Il grande Gatsby (The Great Gatsby), regia di Baz Luhrmann
- Laurence Anyways e il desiderio di una donna... (Laurence Anyways), regia di Xavier Dolan

### Attore dell'anno
- Matthew McConaughey – Dallas Buyers Club
- Leonardo DiCaprio – The Wolf of Wall Street
- Chiwetel Ejiofor – 12 anni schiavo (12 Years a Slave)
- James Franco – Spring Breakers - Una vacanza da sballo (Spring Breakers)
- Jared Leto – Dallas Buyers Club

### Attrice dell'anno
- Cate Blanchett – Blue Jasmine
- Sandra Bullock – Gravity
- Judi Dench – Philomena
- Adèle Exarchopoulos – La vita di Adele - Capitolo 1 & 2 (La Vie d'Adèle - Chapitres 1 & 2)
- Lupita Nyong'o – 12 anni schiavo (12 Years a Slave)

## Televisione

### Serie, miniserie o film tv drammatico dell'anno
- Dietro i candelabri (Behind the Candelabra), regia di Steven Soderbergh (ex aequo)
- Orange Is the New Black (ex aequo)
- American Horror Story: Coven
- Breaking Bad
- Mad Men

### Serie, miniserie o film tv commedia dell'anno
- Girls
- The Big Bang Theory
- Getting On
- Ja'mie: Private School Girl
- Modern Family
- Veep - Vicepresidente incompetente (Veep)

### Serie, miniserie, film tv o altra trasmissione a tematica LGBTQ dell'anno
- Orange Is the New Black
- Bridegroom, regia di Linda Bloodworth-Thomason
- Dietro i candelabri (Behind the Candelabra), regia di Steven Soderbergh
- Modern Family
- RuPaul's Drag Race

### Serie, miniserie, film tv o altra trasmissione "campy" dell'anno
- American Horror Story: Coven
- Dietro i candelabri (Behind the Candelabra), regia di Steven Soderbergh
- House of Versace, regia di Sara Sugarman
- Sharknado, regia di Anthony Ferrante
- Smash

### Serie, miniserie, film tv o altra trasmissione più sottovalutata dell'anno
- Getting On
- Broadchurch
- The Carrie Diaries
- Cougar Town
- Mom
- Orphan Black

### Attore televisivo dell'anno
- Michael Douglas – Dietro i candelabri (Behind the Candelabra)
- Bryan Cranston – Breaking Bad
- Jon Hamm – Mad Men
- Jim Parsons – The Big Bang Theory
- Kevin Spacey – House of Cards - Gli intrighi del potere (House of Cards)

### Attrice televisiva dell'anno
- Jessica Lange – American Horror Story: Coven
- Vera Farmiga – Bates Motel
- Tatiana Maslany – Orphan Black
- Taylor Schilling – Orange Is the New Black
- Kerry Washington – Scandal
- Robin Wright – House of Cards - Gli intrighi del potere (House of Cards)

### Performance musicale dell'anno
- Shirley Bassey con Goldfinger – 85ª edizione dei Premi Oscar
- Neil Patrick Harris con Bigger – 67ª edizione dei Premi Tony
- Jane Krakowski con Theme from Rural Juror – 30 Rock
- Jessica Lange con The Name Game – American Horror Story: Coven
- Lea Michele con Make You Feel My Love – Glee

## Altri premi

### Stella emergente ("We're Wilde About You!" Rising Star Award)
- Laverne Cox
- Adèle Exarchopoulos
- Dane DeHaan
- Lupita Nyong'o
- Tatiana Maslany

### Spirito selvaggio dell'anno (Wilde Wit of the year Award)
- Rachel Maddow
- Bill Maher
- Kate McKinnon
- Dan Savage
- Amy Schumer

### Artista dell'anno (Wilde Artist of the year Award)
- James Franco
- Alfonso Cuarón
- Xavier Dolan
- Spike Jonze
- Steve McQueen

### Timeless Award
- Lily Tomlin